# Ancilla suavis
Ancilla suavis is een slakkensoort uit de familie van de Ancillariidae. De wetenschappelijke naam van de soort is voor het eerst geldig gepubliceerd in 1926 door Yokoyama.